# Molí de Casancots
Molí de Casancots és un antic molí fariner del municipi d'Avià inclòs en l'Inventari del Patrimoni Arquitectònic de Catalunya, al costat de la riera de Clarà.

## Descripció
Masia orientada a migjorn de planta rectangular estructurada en tres cossos, de planta baixa i tres pisos superiors. Està coberta a dues aigües amb teula àrab. El carener de la teulada és perpendicular a la façana. El parament és a base de grans pedres irregulars unides amb morter i deixades a la vista. Les obertures són allindanades, rectangulars i distribuïdes de forma aleatòria. La porta principal té una llinda de fusta.Té una construcció annexa a la part posterior feta d'obra i fusta, un pòrtic en força mal estat. tot i que l'edifici en general es conserva en força bon estat.
Aquest molí forma un conjunt amb la casa-molí fariner, el molí escairador, l'estructura de l'antic escairador, una sèrie de coberts construïts al voltant, la bassa i el rec. La casa del molí té estructura de tres crugies amb diferents ampliacions realitzades a la mateixa època (1899), immediatament posteriors a la compra dels Puigpelat, actuals propietaris. És una casa de pedra de planta i dos pisos amb l'habitatge al primer pis i a la planta baixa el molí fariner. A la façana principal, a ponent, es va afegir un cobert que proporciona porxo a la planta i un assecador al pis amb la barana de fusta. A l'habitació de la dreta de l'entrada hi ha el molí fariner que es conserva en perfectes condicions, ja que encara funciona. És un molí hidràulic d'una mola que rep la transmissió a través de l'aigua que prové de la bassa, que es troba a un nivell superior a la casa, i que cau a un rodet metàl·lic horitzontal que acciona l'arbre. Una mica més avall hi trobem un casalot on hi ha el molí escairador mogut per l'aigua que surt del molí fariner i que s'embassa en una bassa més petita al costat de l'escairador. Aquest molí, que pela el blat de moro, està format per una mola sotana amb parets de maó, com una pica circular i fonda, i un trull connectat amb l'eix de l'arbre que fa girar el rodet en empènyer l'aigua que baixa de la bassa.
S'hi conserven diferents estris utilitzats al molí, com una màquina de ventar, una màquina d'engrunar blat de moro, el llit de fusta per matar el porc, una bàscula, petites eines com volants, sedassos, falç, martells, forquetes...
Cal destacar la presència d'una mola per escairar blat de moro i forment, és un dels pocs exemplars que es conserven.

## Història
Documentat des del segle xviii. És el molí de la casa d'en Cots o Casancots. Els actuals propietaris l'adquiriren el 1888 i l'ampliaren per tal de poder-hi viure el 1899. Hi ha diversos carreus gravats amb les dates de la construcció, les diverses reformes, etc. Al segle xix i inicis del XX aquest molí funcionava a ple rendiment. Hi havia un molí de farina i un escairador de blat de moro que va estar actiu fins fa pocs anys. El molí fariner és d'una mola, i l'aigua que sortia s'aprofitava per moure l'escairador.